# Бентли, Рой
Ро́й То́мас Фрэ́нк Бе́нтли (англ. Roy Thomas Frank Bentley; 17 мая 1924, Бристоль, Англия — 20 апреля 2018) — английский футболист и футбольный тренер. Наибольшую известность Бентли получил, выступая за английский клуб «Челси» и сборную Англии на позиции нападающего и защитника. Является четвёртым, наравне с Питером Осгудом, после Лэмпарда, Тэмблинга и Диксона, рекордсменом «Челси» по количеству голов забитых за клуб — 150 голов. По результатам голосования на официальном сайте «Челси», он вошёл в список Легенд клуба. Рой Бентли — один из двух капитанов, которые приводили «Челси» к победе в чемпионате, наряду с Джоном Терри. Также Бентли является лучшим бомбардиром «Челси» в восьми сезонах подряд, и этот клубный рекорд пока ещё никто не побил.

## Клубная карьера

### Ранние годы
Бентли служил в Королевском ВМФ во время Второй мировой войны, а затем короткое время играл за обе бристольские команды: «Бристоль Сити» и «Бристоль Роверс» до подписания им контракта с «Ньюкасл Юнайтед» в 1946 году. Он был в клубе в течение двух лет и сформировал одну из самых впечатляющих линий атаки своего времени с Джеки Милберном, Ленон Шеклтоном и Чарли Уэйманом. Команда достигла полуфинала Кубка Англии с «Ньюкасл Юнайтед» в сезоне 1946/47, но была разбита со счётом 4:0 клубом «Чарльтон Атлетик».

### «Челси»
В январе 1948 года, Бентли был подписан «Челси» за 12 500 фунтов стерлингов, частично потому, что он по совету своего врача решил перебраться на юг из-за проблем с легкими, от которых он в то время страдал. Он прибыл в «Челси» в качестве замены для Томми Лоутона — который по совпадению тоже переехал в «Челси» в поисках лечения от болезни легких. Его карьерный взлет в «Челси» произошёл быстро. В его дебютный матч «Челси» проиграл дома «Хаддерсфилд Таун» со счётом 2:4, а он забил всего три гола в первые четыре месяца игры в клубе.
Только в следующем сезоне Рой стал играть глубже, чем большинство центрофорвардов того времени. Эта тактика приводила защитников в замешательство, и он стал забивать регулярно. Он забил в свой первый полный сезон за «Челси» 23 гола, а также получил первый вызов в сборную Англии, за которую сыграл 12 раз и забил 9 голов. Хотя форма «Челси» оставляла желать лучшего, во время своего пребывания там Бентли сыграл ключевую роль в его первом крупном успехе в Кубке Англии, впервые на протяжении почти двух десятилетий в 1950 году. Он забил два гола в пятом раунде в победе со счётом 3:0 над «Честерфилдом», а в четвертьфинале против «Манчестер Юнайтед» его выстрел с 30 метров позволил выиграть 2:0. Но «Челси» в конечном итоге был выбит в полуфинале «Арсеналом», несмотря на то что Бентли забил им два мяча на «Хайбери», сделав счет равным, в переигровке «Арсенал» оказался сильнее 0:1. Во время своего пребывания в «Челси» он был выбран в сборную Лондона для участия в Кубке ярмарок.
После очередного поражения в полуфинале в 1952 году, снова от «Арсенала», новым тренером «Челси» стал Тед Дрейк. В течение трех лет Бентли достиг пика своей игровой карьеры, он стал капитаном «Челси», и клуб впервые в своей истории выиграл чемпионат Англии в сезоне 1954/55. Помимо того, что он был капитаном и лидером команды, он забил 21 гол за сезон, в том числе хет-трик своему бывшему клубу «Ньюкасл Юнайтед» и дубль в ключевой победе 4:3 над главными соперниками «Вулверхэмптон Уондерерс». После печального сезона, когда «Челси» не смог защитить титул, Рою разрешили покинуть клуб, поскольку тренер Тед Дрейк начал омолаживать стареющую команду.
Забив 150 голов в 367 матчах, Бентли в настоящее время занимает четвертую позицию, наравне с Питером Осгудом, в списке лучших бомбардиров «Челси» всех времён, 27 марта 2010 года Фрэнк Лэмпард потеснил их с третьей позиции. Также Бентли является лучшим бомбардиром «Челси» в восьми сезонах подряд, и этот клубный рекорд пока ещё никто не побил.

### «Фулхэм» и «КПР»
Рой ушёл к соседям — в «Фулхэм» — в начале сезона 1956/57. Но он все ещё частый и весьма популярный гость на «Стэмфорд Бридж». С «Фулхэмом» Бентли достиг полуфинала Кубка Англии в сезоне 1957/58, но был снова в команде проигравших. В 1960 году он покинул «Фулхэм», но опять-таки остался в Западном Лондоне. На этот раз он перешёл в «Куинз Парк Рейнджерс», где провёл остаток своей игровой карьеры.

## Международная карьера
Бентли выступал за сборную Англии в течение шести лет. Он дебютировал в игре против Швеции и играл за свою страну на Чемпионате мира 1950, в том числе в печально известном матче, когда сборная Англии проиграла сборной США 0:1. Он забил победный гол сборной Шотландии в отборочном турнире, что не позволило шотландцам поехать на мундиаль, за эту победу шотландцы прозвали Бентли «человеком, который украл у Шотландии Рио» англ. the man who robbed Scotland of Rio.). В ноябре 1954 года он сделал хет-трик сборной Уэльса. Всего Бентли провел за сборную 12 матчей и забил 9 голов.

### Матчи и голы за сборную
| №  | Дата           | Оппонент   | Счёт  | Голы Бентли | Соревнование            |
| 1  | 13 мая 1949    | Швеция     | 1 : 3 | -           | Товарищеский матч       |
| 2  | 25 мая 1950    | Шотландия  | 1 : 0 | 1           | Домашний чемпионат 1950 |
| 3  | 14 мая 1950    | Португалия | 5 : 3 | -           | Товарищеский матч       |
| 4  | 18 мая 1950    | Бельгия    | 4 : 1 | 1           | Товарищеский матч       |
| 5  | 15 июня 1950   | Чили       | 2 : 0 | -           | Финальные матчи ЧМ-1950 |
| 6  | 19 июня 1950   | США        | 0 : 1 |             | Финальные матчи ЧМ-1950 |
| 7  | 12 ноября 1952 | Уэльс      | 5 : 2 | 1           | Домашний чемпионат 1953 |
| 8  | 26 ноября 1952 | Бельгия    | 5 : 0 | -           | Товарищеский матч       |
| 9  | 10 ноября 1954 | Уэльс      | 3 : 2 | 3           | Домашний чемпионат 1955 |
| 10 | 1 декабря 1954 | ФРГ        | 3 : 1 | 1           | Товарищеский матч       |
| 11 | 18 мая 1955    | Испания    | 1 : 1 | 1           | Товарищеский матч       |
| 12 | 22 мая 1955    | Португалия | 1 : 3 | 1           | Товарищеский матч       |

Итого: 12 матчей / 9 голов; 8 побед, 1 ничья, 3 поражения.

## Тренерская карьера
После завершения игровой карьеры Бентли стал тренером. Он возглавил «Рединг», а затем «Суонси Сити», с которым выиграл Четвёртый дивизион. Он вернулся в «Рединг» в 1977 году, на этот раз в качестве секретаря клуба.

## Достижения
«Челси»
- Чемпион Первого дивизиона (1): 1954/55
- Обладатель Суперкубка Англии (1): 1955
- Итого: 2 трофея